# Rodolfo Rodríguez
Pour les articles homonymes, voir Rodríguez.
Rodolfo Sérgio Rodríguez (né le 20 janvier 1956 à Montevideo) est un footballeur uruguayen, gardien de but.

## Biographie

### En club
Rodolfo Rodríguez joue principalement en faveur du CD Nacional et du Santos Futebol Clube.
Avec le CD Nacional il remporte notamment une Copa Libertadores et une Coupe intercontinentale en 1980.
En 14 juillet 1984, il accomplit un exploit unique en sauvant consécutivement 5 tirs dont 3 à bout portant lors d'une victoire 2 à 0 contre l' América Futebol Clube, ce qui fit dire à l'attaquant adverse Tarcísio que Rodolfo était "maior que o gol" ("plus grand que les buts"). La mémoire de cet exploit est toujours entretenue par les supporteurs de Santos une trentaine d'années plus tard 

### En sélection
Avec 78 sélections en équipe d'Uruguay entre 1976 et 1986, il fut le joueur le plus capé de l'histoire de la Celeste, avant d'être dépassé par Diego Forlán.
Il remporte la Copa América 1983 et fait partie de l'équipe qui dispute la coupe du monde 1986, même s'il reste sur le banc des remplaçants.

## Clubs
- Cerro (1971-1976)
- Nacional (1976-1984)
- Santos (1984-1987)
- Sporting Portugal (1988-1989)
- Portuguesa (1990-1992)
- Bahia (1992-1994)

## Palmarès

### En sélection
- Vainqueur de la Copa América en 1983
- Vainqueur du Mundialito en 1981

### En club
- Vainqueur de la Coupe intercontinentale en 1980
- Vainqueur de la Copa Libertadores en 1980
- Champion d'Uruguay en 1977, 1980 et 1983
- Champion de l'État de São Paulo en 1984
- Champion de l'État du Bahia en 1993 et 1994